# Anonymita
Anonymita je nemožnost zjištění totožnosti osoby, případně instituce. Rozlišuje se anonymita záměrná a nezáměrná. S nezáměrnou anonymitou se setkáváme především v historii, kde je důsledkem nedochování některých informací. Záměrná anonymita bývá volena osobou či instituci z důvodu zachování soukromí či vyhnutí se důsledkům svého jednání. K pouhému utajení totožnosti před někým slouží pseudonymita, při které ale lze totožnost dohledat.

## Požadavek anonymity v sociologickém výzkumu
Anonymita v sociologickém výzkumu je chápána jako respektování důvěrného charakteru poskytnutých informací. Pojí se s hromadným zpracováním dat a nemožností identifikace jednotlivých respondentů. Příslib anonymity vede k větší ochotě osob spolupracovat a poskytovat pravdivé údaje.
U jednotlivých technik se výrazně liší možnosti zachování anonymity. Vysoká míra anonymity je u novinových, rozhlasových, televizních či internetových anket, kde nedochází ani k výběru respondentů.
Naopak u technik, které jsou založeny na přímém kontaktu, jako je interview nebo přímé pozorování, není možné anonymitu zcela zaručit.